# Isola delle Rocche
L'isola delle Rocche è un'isola del mar Tirreno situata a ridosso della costa nord-orientale della Sardegna.
 
Appartiene amministrativamente al comune di Arzachena.